# ISO Master
ISO Master — компьютерная программа для редактирования ISO-образов оптических дисков. ISO Master не создаёт ISO-образы с компакт-дисков и не записывает их на диски, а только позволяет создавать их из произвольных каталогов и файлов или извлекать и изменять содержимое уже существующих образов.
Программа использует библиотеки bkisofs для чтения и записи образов.

## Возможности
- Извлечение, удаление, добавление файлов и каталогов;
- Переименование файлов и каталогов;
- Выбор типа имён файлов: Rock Ridge и (или) Joliet;
- Выбор имени диска и издателя;
- Просмотр и редактирование файлов внешними редакторами;
- Просмотр и изменение правовых атрибутов файлов и каталогов;
- Кроме ISO-образов, поддерживаюся большинство NRG-образов и некоторые однотрековые MDF-образы. Сохранение происходит только в ISO-образ.

Поддерживаемые файловые системы:
- ISO 9660;
- Joliet;
- Rock Ridge;
- El Torito.

Работа с загрузочной записью:
- Извлечение;
- Удаление;
- Установка из файла без эмуляции и с эмуляцией дискеты (флоппи-диска) размерами: 1200, 1440 и 2880 Кбайт.